# Shen Pei
Shen Pei (? - 204) foi um ministro do Período dos Três Reinos que serviu sob Yuan Shao . Pei foi criticado por Xun Yu muitas vezes como sendo chamado de "forte de vontade, mas sem tato". Após a morte de Yuan Shao, Pei passou a servir sob Yuan Shang. Shen Pei depois foi capturado por Cao Cao ,mas se recusou a se render. No entanto, em honra do seu morto senhor,Yuan Shao pediu a Cao Cao para ser executado, quando Cao ia para o  norte. Foi executado no ano de 204.
Depois que Cao Cao viu a grande lealdade que possuía Shen Pei, fez questão de dar a ele um enterro digno.